# Riccia duplex
Riccia duplex là một loài rêu trong họ Ricciaceae. Loài này được Lorb. & K. Müller mô tả khoa học đầu tiên năm 1941.